# Коньчево (Поморське воєводство)
Коньчево (пол. Kończewo) — село в Польщі, у гміні Кобильниця Слупського повіту Поморського воєводства.
Населення — 649 осіб (2011).
У 1975-1998 роках село належало до Слупського воєводства.

## Демографія
Демографічна структура станом на 31 березня 2011 року:
|          | Загалом | Допрацездатний вік | Працездатний вік | Постпрацездатний вік |
| -------- | ------- | ------------------ | ---------------- | -------------------- |
| Чоловіки | 319     | 63                 | 232              | 24                   |
| Жінки    | 330     | 70                 | 215              | 45                   |
| Разом    | 649     | 133                | 447              | 69                   |